# الأصهار (فلم 1979)
الأصهار (بالإنجليزية: The In-Laws) فيلم أكشن كوميدي أمريكي لعام 1979، بطولة آلان أركين وبيتر فالك، كتبه أندرو بيرغمان وأخرجه آرثر هيلر في أماكن مختلفة، بما في ذلك المكسيك. يعرض الفيلم أحداث في عشية زواج أبناء شيلدون كورنبيت، وفينس ريكاردو في سلسلة من المغامرات السيئة التي تشمل وكالة المخابرات المركزية، ووزارة الخزانة، وديكتاتوريين من أمريكا الوسطى. صدر الفيلم لدور العرض الأمريكية في 15 يونية 1979. تم إجراء طبعة جديدة من «الأصهار» في عام 2003.

## طاقم التمثيل
بيتر فالك: في دور فينس ريكاردو
آلان أركين: في دور شيلدون كورنبيت
ريتشارد ليبرتيني: في دور الجنرال جارسيا
نانسي دوسولت: في دور كارول كورنبيت
بيني بيسر: في دور باربرا كورنبيت
أرلين جولونكا: في دور جان ريكاردو
مايكل ليمبيك: في دور تومي ريكاردو
بول لورانس سميث: في دور مو
كارمين كاريدي: في دور انجي
إد بيجلي جونيور: في دور باري لوتز
ديفيد بايمر: في دور سائق أجرة
كارمن دراجون: في دور كارمن دراجون
سامي سميث: في دور السيد هيرشورن

## أحداث الفيلم
تقوم عصابة بسرقة شاحنة مصفحة من وزارة الخزانة الأمريكية. يتجاهل اللصوص ملايين الدولارات نقدًا، ويأخذون فقط لوحات النقش التي يتم نقلها في الشاحنة، والتي يتم تسليمها بعد ذلك إلى رجل يرتدي ملابس غريبة ينتظر على سطح قريب. تجتمع ابنة طبيب الأسنان من مانهاتن شيلدون «شيلي» كورنبيت (آلان أركين)، ونجل رجل الأعمال فينس ريكاردو (بيتر فالك) في عشاء تمهيدي ليتم التعارف بين الأسرتين قبل حفل زفاف الابنة والشاب. يجد طبيب الأسنان شيلدون أن صهره فينس مشبوهًا لعدة أسباب، أهمها أن فينس يروي قصة مجنونة عن رحلة «استشارية» استمرت تسعة أشهر إلى غواتيمالا عام 1954. يبدو ابن وزوجة فينس غافلين، واعتادوا على سلوكياته الغريبة. في إحدى مراحل العشاء، يعتذر فينس لإجراء مكالمة هاتفية، وعندما يتم إخباره بشيء يقلقه، يخفي شيئًا في الطابق السفلي، وفي وقت لاحق من تلك الليلة، يحث شيلي ابنته على عدم الزواج من أسرة ريكاردو، لكنها تصر على إعطاء فرصة للزواج.
يظهر فينس في اليوم التالي، في مكتب شيلدون ويطلب منه المساعدة في مهمة سريعة، ويوافق شيلي على مضض. أثناء استرجاع حقيبة سوداء غامضة من مكتب فينس الضيق، يفاجأ رجلان مسلحان قاتلان شيلدون، وبعد مطاردة وإطلاق نار وهروب إلى بر الأمان، يوضح فينس لشيلي المرعوب أنه يعمل لصالح وكالة المخابرات المركزية وسرق لوحات نقش من دار سك العملة الأمريكية لكسر مخطط تضخم مفرط في جميع أنحاء العالم مقره أمريكا الوسطى. يقول إنه سرق دار سك العملة الأمريكية بمبادرته الخاصة، وأن وكالة المخابرات المركزية رفضت، واعتبرت أن عملية سك النقود تنطوي على مخاطرة كبيرة. يدعي فينس أن شيلدون لا يجب أن يخاف من الملاحقة الجنائية، لكنه يقول إنه إذا تم القبض عليه هو نفسه فسوف يُسجن لمدة 20 عامًا. ينزعج شيلدون عندما يعلم أن فينس ترك إحدى لوحات النقش في قبو منزل شيلدون في الليلة السابقة.
تعثر السيدة كورنبيت على النقش خلال الاستعدادات للزفاف، وتأخذه إلى بنكها المحلي، حيث أبلغتها وزارة الخزانة الأمريكية أنه سُرق. يصل شيلدون إلى المنزل ليجد مسؤولي وزارة الخزانة هناك، ويسارع بالهرب، مما يؤدي إلى مطاردة سيارات عبر ضواحي نيوجيرسي. يتصل شيلدون بفينس ويشرح ما حدث؛ يخبر فينس شيلدون أنه يريده أن يرافقه إلى سكرانتون، بنسلفانيا، ويؤكد له أن المحنة بأكملها ستنتهي بحلول الوقت الذي يعودون فيه، ويسافر فينس وشيلدون على متن طائرة خاصة.
ينخرط الرجلين في مغامرات قاتلة في أمريكا اللاتينية وفي النهاية يقرر فينس التقاعد على الفور، قائلاً إنه سئم حياة الجاسوس. يحصل فينس وشيلدون على خمسة ملايين دولار لكل منهما من عملاء وجواسيس ومن مناطق سرية لا يعرفها أي شخص آخر، وعند عودتهما إلى المنزل، يقدمون للشاب والعروس هدية زفاف بقيمة مليون دولار لكل منهما.

## استقبال الفيلم
كتبت الناقدة السينمائية في صحيفة نيويورك تايمز جانيت ماسلين: «كتب أندرو بيرغمان واحدًا من تلك السيناريوهات الكوميدية النادرة التي تتصاعد بشكل مطرد ومرح، دون أن تتعثر أو تضطر إلى الضغط حتى تنتهي، أما بالنسبة للسيد أركين والسيد فالك، فهذه مباراة تنافس لهما». صرح ديل بولوك من مجلة فارايتي: «مع فيلم الأصهار أصبح لدى شركة وارنر بروز أول فيلم كوميدي موثوق به مليء بالضحك». أعطى جين سيسكل من صحيفة شيكاغو تريبيون الفيلم 2.5 نجمة من أصل 4 وكتب: «بطريقة ما أشعر بالذنب حيال طرق» الأصهار«. إنها كوميديا أصلية في موسم أفلام صيفي مليء بإعادة الإنتاج والتسلسلات والنسخ المقلدة. لكن إذا كان السيناريو قد أعطانا المزيد من الجنون في حفل العشاء وأقل تهريجًا، فربما كنت سأضحك مع أي شخص آخر». وصف الفيلم كيفن توماس من صحيفة لوس أنجلوس تايمز بأنه: «واحدة من أكثر الأفلام الكوميدية المضحكة في العام. هذا الفيلم المضحك، الذي أخرجه آرثر هيلر وكتب بوضوح لفالك وأركين، لم يضيع ثانية في الضحك». رفض غاري أرنولد من صحيفة واشنطن بوست الفيلم ووصفه بأنه: «مهزلة ثقيلة اليد ومتعجرفة ساخرة». كتب ديفيد أنسن في مجلة نيوزويك: «ما يجعل فيلم الأصهار جذابًا للغاية ليس مجرد الجنون المتصاعد للقصة، ولكن نقطة الإلتقاء التي قدمها النجمان، الذين يتنقلون في طريقهم عبر الكوارث المتصاعدة بجو من العقلانية غير المبررة بشكل مضحك. كان نص برغمان مصممًا خصيصًا لفالك وأركين، وقد استفادوا منه إلى أقصى حد».
منح موقع الطماطم الفاسدة الفيلم تقييم مقداره 88% بناء على آراء 24 ناقد.

## إعادة إنتاج الفيلم
أعيد إنتاج فيلم «الأصهار» عام 2003 بالنجوم ألبرت بروكس، ومايكل دوغلاس، ورايان رينولدز، وإخراج أندرو فليمنج. كان استقبال الفيلم سيء حيث منحه موقع الطماطم الفاسدة تقييم مقداره 33% بناء على آراء 135 ناقد سينمائي، وكتب الإجماع النقدي للموقع: «أكبر وألمع من الأصل، ولكن ليس بالضرورة أفضل». فشل الفيلم في شباك التذاكر، حيث استرد ما يقل قليلاً عن 27 مليون دولار من ميزانيته البالغة 40 مليون دولار.

## وصلات خارجية
https://www.imdb.com/title/tt0079336/ الأصهار (فيلم 1979)
https://www.rottentomatoes.com/m/the_in_laws_1979 الأصهار (فيلم 1979)
https://catalog.afi.com/Catalog/moviedetails/56141 الأصهار (فيلم 1979)
https://www.allmovie.com/movie/v24672 الأصهار (فيلم 1979)
https://www.criterion.com/current/posts/4130--serpentine-serpentine-the-impeccable-madness-of-the-in-laws الأصهار (فيلم 1979)